# Lyktbärare
Lyktbärare (Euplexia lucipara) är en fjärilsart som beskrevs av Carl von Linné 1758. Lyktbärare ingår i släktet Euplexia och familjen nattflyn. Arten är reproducerande i Sverige. Inga underarter finns listade i Catalogue of Life.

## Bildgalleri

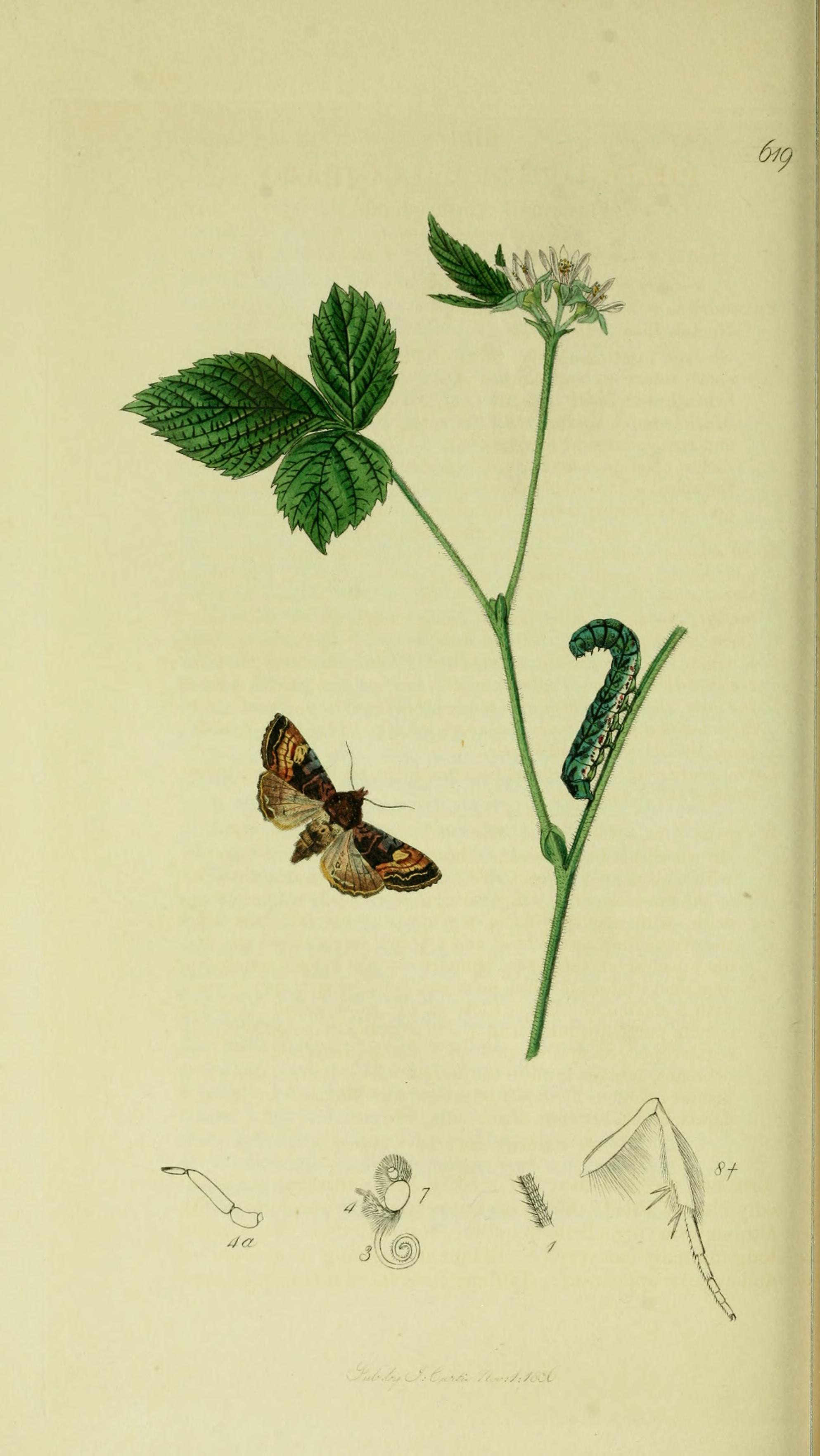